# Titularbistum Castellum Ripae
Castellum Ripae (ital.: Castello di Ripa) ist ein Titularbistum der römisch-katholischen Kirche.
Es geht zurück auf einen untergegangenen Bischofssitz in der gleichnamigen antiken Stadt, die in der römischen Provinz Mauretania Caesariensis lag.
| Titularbischöfe von Castellum Ripae |                                 |                                        |                    |                 |
| Nr.                                 | Name                            | Amt                                    | von                | bis             |
| 1                                   | Gabino Peral de la Torre OSA    | Apostolischer Vikar von Iquitos (Peru) | 14. Oktober 1965   | 24. Januar 2002 |
| 2                                   | José Antonio Eguren Anselmi SCV | Weihbischof in Lima (Peru)             | 16. Februar 2002   | 11. Juli 2006   |
| 3                                   | Jose Pandarassery               | Weihbischof in Kottayam (Indien)       | 20. September 2006 |                 |